# 에르네스투 가이제우
에르네스투 베크만 가이제우(브라질 포르투갈어: Ernesto Beckmann Geisel, 1907년 8월 3일~1996년 9월 12일)은 브라질의 군인이자 독재자로 1974년부터 1979년까지 대통령직을 맡았다.

## 일생
에르네스투 가이제우는 히우지자네이루 벤투곤사우베스에서 태어났다. 아버지 기예르메 아우구스투 가이제우는 독일 출신 이민자인며 1883년에 브라질로 이주했다. 어머니는 리디아 베크만으로, 독일 오스나브뤼크 출신이다.

에르네스투 가이제우는 학생 시절 공부에 매우 소홀하였다. 가정에서는 그의 공부를 바랬지만 그는 기대에 부응하지 못하고 방황하며 극우 결사인 브라질 통합주의 행동에 가담하기 이르렀다. 그렇기 때문에 독일어는 하지 못했으며 모국어인 브라질 포르투갈어를 제대로 사용하지 못했다. 결국 직장을 구하지 못한 그는 아버지를 따라 군대에 입대하며 군인이 되었다. 입대 이후 가이제우는 오랬동안 군대 내에서 극우파를 대표하는 인사중 하나였다.
1964년 미국의 지원을 받는 움베르투 지 알렝카르 카스텔루 브랑쿠가 일으킨 브라질 쿠데타에 가담했으며 이들이 세운 극우 군사독재정귄의 수장 중 한명이 되었다.
루시 가이제우와 결혼하여 아내와의 사이에서 루시와 오를란두를 낳았다. 아내는 오토바이 사고로 죽었다.

## 집권기

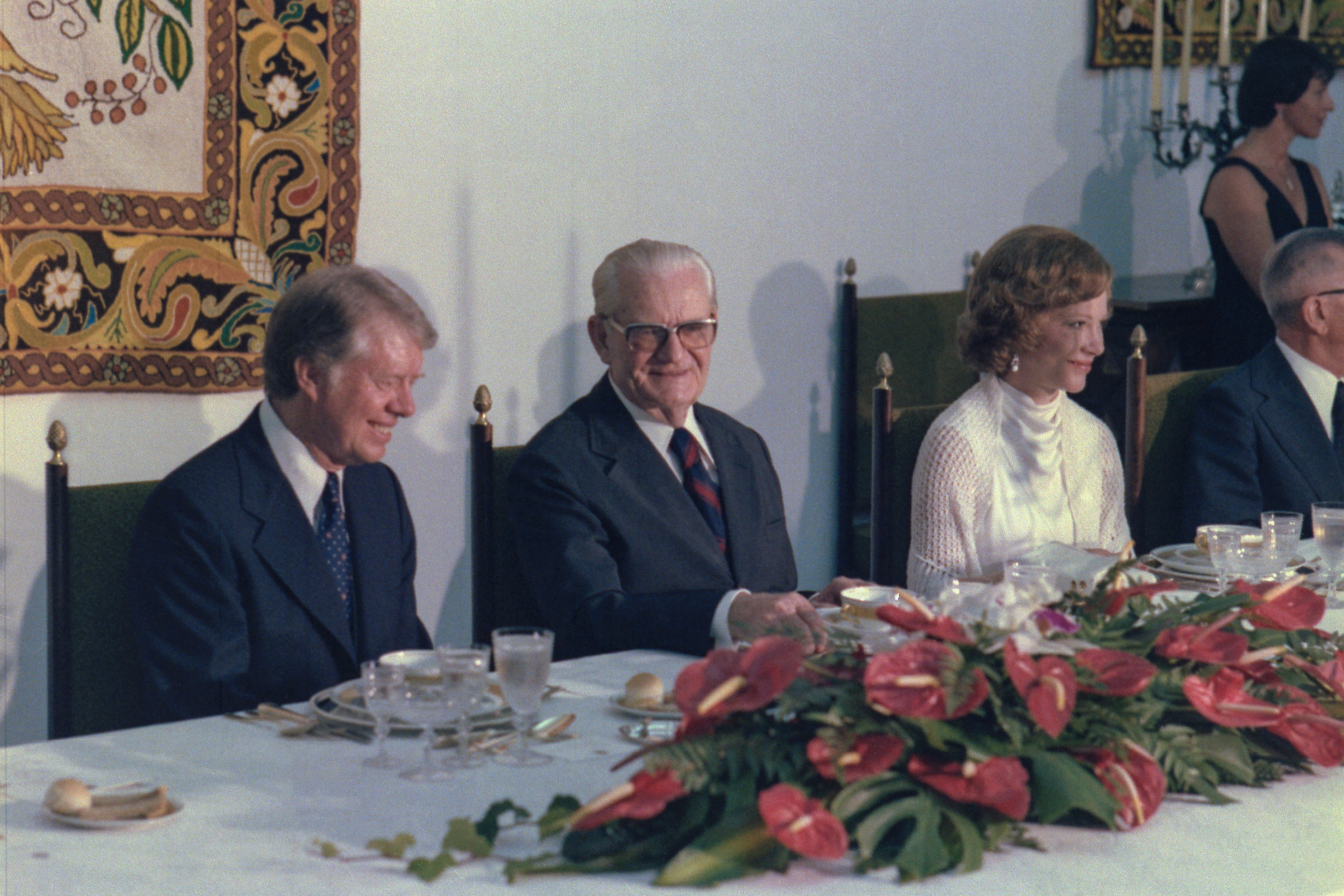
미국 대통령 지미 카터와 그의 영부인 로잘린 카터와 함께 한 가이젤

1973년 가이제우는 에밀리우 가라스타주 메디시 하에서 극우 군사정권의 우당인 국민개조동맹당의 수장으로 선출되었으며, 이듬해에는 극우 군사정권에 의해 브라질의 대통령으로 지명되었다. 당시 브라질의 선거는 군사독재정권의 우당인 국민개조동맹당만 출마할 수 있었고 유권자들도 이 정당에만 투표할 수 있었기 때문에 민주적 선거로써의 의미가 없었다. 
권좌에 오른 가이제우는 검열 정책을 강화했고, 미국의 지원을 받는 군사독재정권의 반공주의 정책은 더욱 극렬해졌다. 가이제우는 전임자들처럼 반공주의를 내세워 미국의 콘도르 작전에 부역했다. 1975년 말부터 반대파들에 대한 폭력적인 진압은 증가했으며, 신자유주의 정책으로 인해 브라질은 만성적이고 극심한 빈곤과 기아에 시달렸다. 특히 브라질의 만성적 빈곤은 석유 파동 이후 더욱 극심해졌다.
이 무렵 가이제우는 지미 카터가 온건하며 반공주의적이지 못하다고 주장했으며, 카터는 그러한 그의 태도를 비난했다. 1970년대부터 미국은 아우구스토 피노체트 극우 군사독재정권의 유지에 급급했기 때문에 브라질에 대한 지원도 줄어들었다. 1977년 브라질과 서독과의 방사능 밀략을 이유로 미국은 브라질에 대한 지원을 중단하였고, 가이제우는 서방 국가들에게까지 비판을 받았다. 
민심이 악화되자 가이제우는 일부 해금조치를 행하였으나, 기대한 효과를 보지 못했다. 1978년 결국 자신에 대한 국제적인 여론이 심각하게 악화되자 주앙 피게이레두에게 권력을 넘겼다.

## 퇴임 후에서 죽음까지
1984년 열린 선거에서 그는 후보였던 탄크레두 네베스를 지지하였고, 예상대로 그는 당선되었다. 하지만 1996년 암으로 사망했다.

## 역대 선거 결과
| 선거명      | 직책명          | 대수 | 정당           | 득표율 | 득표수 | 결과 | 당락 |
| ----------- | --------------- | ---- | -------------- | ------ | ------ | ---- | ---- |
| 1974년 선거 | 브라질의 대통령 | 29대 | 국민개조동맹당 | 84.00% | 400표  | 1위  |      |